# Venyera–10
A Venyera–10 (cirill betűkkel: Венера–10) szovjet Vénusz-szonda. 1975. június 14-én indították. A szondát az NPO Lavocskin vállalat tervezte és építette.

## Küldetés
Feladata a bolygóközi térség fizikai paramétereinek, a Vénusz körüli viszonyoknak, a bolygó felhőtakarójának, légkörének és felszíni körülményeinek részletes vizsgálata. Június 21-én és október 18-án hajtottak végre pályamódosítást. A Vénusz megközelítése és a leszállás esetében is pályakorrekciót végeztek. Október 23-án az orbitális és a leszállóegység szétvált. Az orbitális rész további fékezés következtében a Vénusz körül keringési pályára állt. A leszállóegység 76,6 percig tartó sima leszállást végzett.

## Jellemzői
Felépítése, felszereltsége megegyezik a Venyera–9 szondával. Tömege 5033 kilogramm volt. Mérőműszerei leszálláskor +464 °C hőmérsékletet és 9,4 MPa nyomást mértek. Méréseinek adását 65 percen át közvetítette a Földre. Az adás megszakadását követően az orbitális egység több hónapon keresztül végzett adatgyűjtést és azok közvetítését. Az orbitális egység műszerei, energiaellátása miatt még 1976. június 16-án is stabilan működtek.

## Külső hivatkozások
- A Venyera–9 és a Venyera–10 szonda a fejlesztő és gyártó NPO Lavocskin vállalat oldalán (oroszul)